# 베니의 비디오
베니의 비디오(Benny's Video)는 스위스에서 제작된 미카엘 하네케 감독의 1992년 범죄, 드라마 영화이다. 아르노 프리스치 등이 주연으로 출연하였고 베잇 헤이더슈카 등이 제작에 참여하였다.

## 출연

### 주연
- 아르노 프리스치
- 안젤라 인클러

### 조연
- 울리히 뮤흐
- 한스페테르 뮬러

## 제작진
- 미술: 크리스토프 캔터